# Hylaea extincta
Hylaea extincta là một loài bướm đêm trong họ Geometridae.